# جهان قابل مشاهده

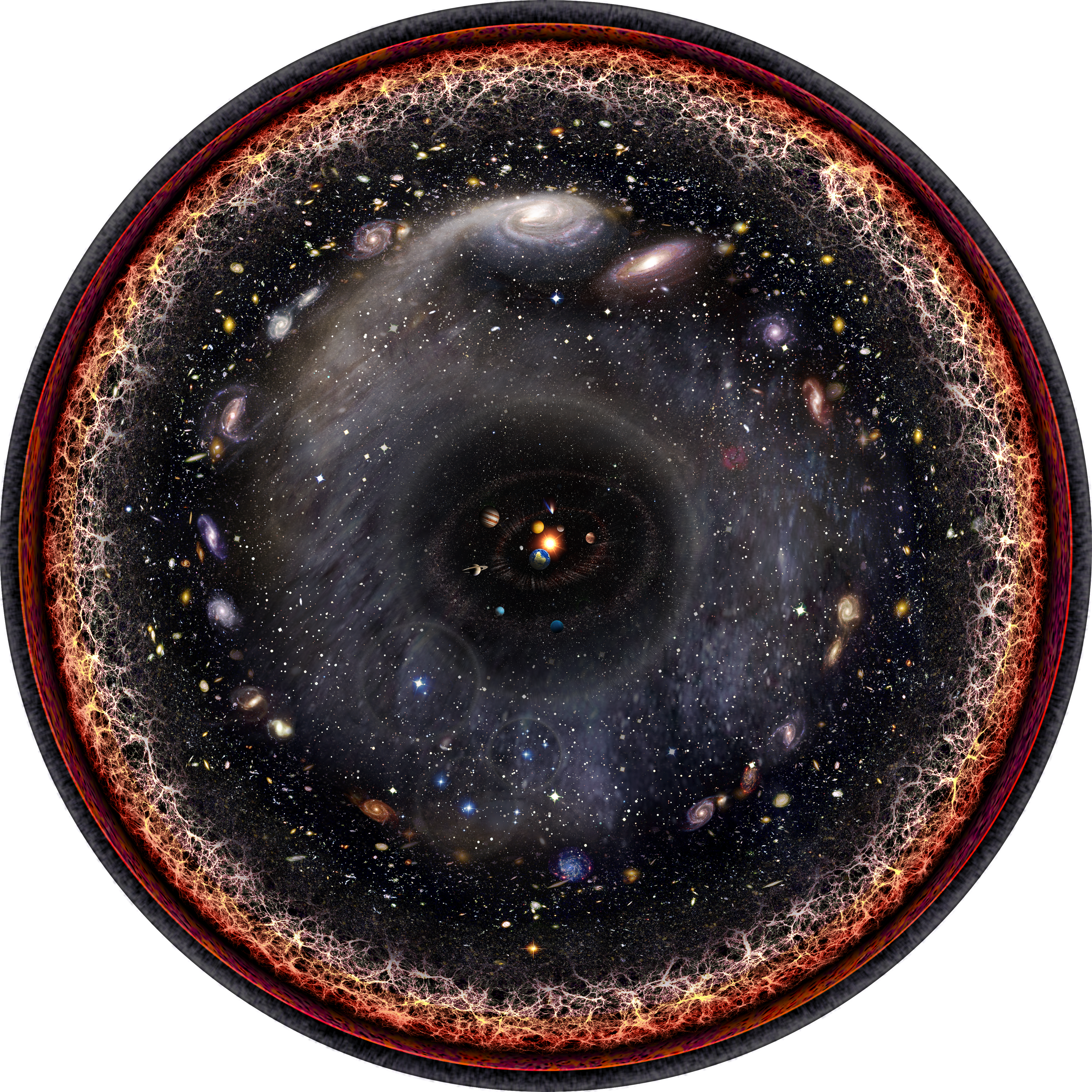

در کیهان‌شناسی مه‌بانگ، گیتی مشاهده‌پذیر (به انگلیسی: Observable universe) شامل کهکشان‌ها و جرم‌های دیگر و به کلی گیتی ای‌ست که مشاهدهٔ آن از زمین در دورهٔ کنونی امکان‌پذیر شده‌است. دلیل مشاهده‌پذیر بودن این مواد این است که نور خارج شده از این اجسام، از لحظهٔ آغاز انبساط کیهان تا کنون، زمان کافی برای رسیدن به ما را داشته‌است. با فرض اینکه گیتی همسانگرد است، فاصله تا لبه‌های گیتی مشاهده‌پذیر تقریباً در همه جهت‌ها یکی است، بدین معنا که بی‌توجه به شکل کلی گیتی، گیتی مشاهده‌پذیر یک حجم کروی است که ناظر در مرکز آن قرار می‌گیرد. هر منطقه‌ای در گیتی دارای گیتی مشاهده‌پذیر با مرکز خودش است که ممکن است با آنِ زمین همپوشانی داشته یا نداشته باشد.

## افق کیهان‌شناسی

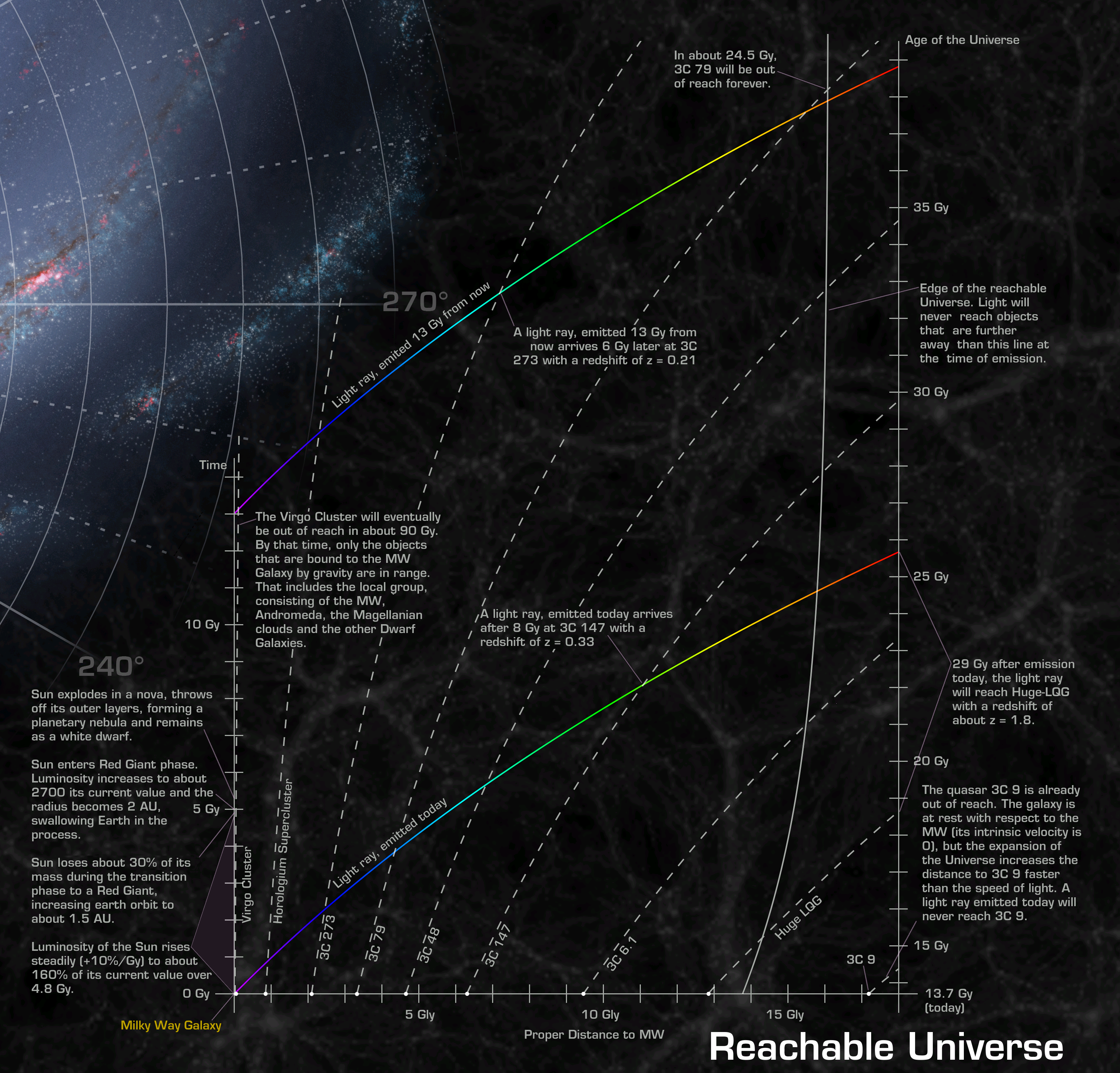
جهان قابل دسترس (به عنوان تابعی از زمان و فاصله) در چارچوب جهان در حال گسترش

افق کیهان‌شناسی، بیشترین فاصله‌ای است که ذرات می‌توانسته‌اند در طول عمر جهان، آن فاصله را به سوی ناظر پیموده باشند. این فاصله مرز میان بخش قابل مشاهده و غیرقابل مشاهده جهان را نمایش می‌دهد، از این رو این فاصله در زمان کنونی، اندازه جهان قابل مشاهده امروزی را مشخص می‌نماید.
وجود، ویژگیها و اهمیت یک افق کیهان‌شناسی به مدل کیهان‌شناسی مورد بحث بستگی دارد.
برحسب فاصله همراه، افق کیهان‌شناسی برابر با زمان همدیس {\displaystyle \eta _{0}} گذشته از مهبانگ ضرب در سرعت نور {\displaystyle c} می‌باشد. کمیت {\displaystyle \eta _{0}} از رابطه زیر به دست می‌آید:
{\displaystyle \eta _{0}=\int _{0}^{t_{0}}{\frac {dt'}{a(t')}}}
که {\displaystyle a(t)} فاکتور مقیاس متریک فریدمان-لومتر-رابرتسون-واکر و مهبانگ را در زمان {\displaystyle t=0} در نظر می‌گیریم. به عبارت دیگر افق کیهان‌شناسی با گذر زمان عقب می‌رود و بخش قابل مشاهده جهان افزایش می‌یابد.
از آنجا که فاصله ویژه در یک زمان دلخواه برابر با فاصله همراه ضرب در فاکتور مقیاس است(در زمان فعلی فاصله همراه با فاصله ویژه برابر تعریف می‌شود، پس در زمان کنونی {\displaystyle a(t)=1})، فاصله ویژه تا افق کیهان‌شناسی در زمان {\displaystyle t_{0}} از رابطه زیر به دست می‌آید:
{\displaystyle d_{p}(t_{0})=a(t_{0})\int _{0}^{t_{0}}{\frac {dt'}{a(t')}}}
تفاوت افق کیهان‌شناسی با افق رویداد کیهانی در این است که افق کیهان‌شناسی بزرگ‌ترین فاصلهٔ همراهی است که تا یک زمان مشخص نور ممکن است از آن به ناظر رسیده باشد، در حالیکه افق رویداد بزرگ‌ترین فاصلهٔ همراهی است که نور منتشر شده از آن در زمان حال ممکن است به ناظری در آینده برسد. گمان می‌رود در زمان فعلی این افق رویداد کیهانی در حدود ۴۶ میلیارد سال نوری باشد. به‌طور عمومی فاصلهٔ ویژه تا افق رویداد در زمان {\displaystyle t_{0}} از رابطهٔ زیر به دست می‌آید:
{\displaystyle d_{e}(t_{0})=a(t_{0})\int _{t_{0}}^{t_{max}}{\frac {dt'}{a(t')}}}
که در آن {\displaystyle t_{max}} مختصات زمانی پایان جهان است که در مورد جهانی که تا ابد انبساط یابد، بی‌نهایت است.

## ساختار بزرگ-مقیاس
از طریق نقشه‌برداری‌های آسمان و نگاشتن باندهای مختلف طول موج تابش الکترومغناطیسی (به‌طورخاص خط طیفی هیدروژن) اطلاعات زیادی از محتوا و ویژگیهای ساختار جهان به‌دست آمده‌است. به نظر می‌رسد که ساختار آن مدلی سلسله‌مراتبی دارد که بزرگ‌ترین مراتب آن اَبَرخوشه‌ها و رشته‌کهکشان‌ها هستند. هیچ ساختار پیوسته‌ای بزرگتر از اینها مشاهده نشده‌است، پدیده‌ای که از آن با عنوان پایان بزرگی (به انگلیسی: End of Greatness) یادمی‌شود.

### دیوارهای کهکشانی، رشته‌کهکشان‌ها و نواحی پوچ

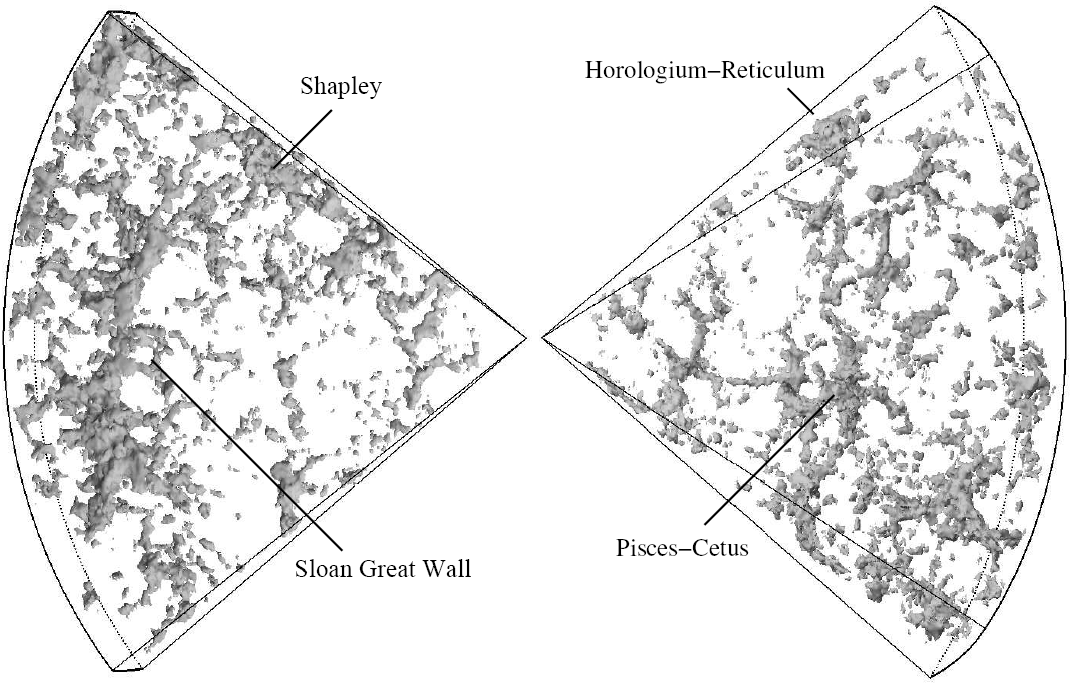
بازسازی دی‌تی‌ای‌اِف از بخشهای درونی نقشه انتقال به سرخ کهکشانی ۲دی‌اف

با اینکه سازماندهی ساختار جهان در مرحله ستاره‌ای آغاز می‌شود (هرچند که این موضوع بحث‌انگیز است)، بیشتر کیهان‌شناسان به ندرت به مسائل اخترفیزیکی این مرحله می‌پردازند. ستارگان در کهکشانها سازماندهی می‌شوند که به نوبه خود گروه‌های کهکشانی، خوشه‌های کهکشانی، ابرخوشه‌ها، صفحه‌ها، دیوارها و رشته‌های کهکشانی را تشکیل می‌دهند که از طریق نواحی پوچ از هم جدا می‌شوند و تشکیل یک ساختار کف-مانند می‌دهند که برخی آن را «وب کیهانی» خوانده‌اند. پیش از سال ۱۹۸۹، اینگونه پنداشته می‌شد که خوشه‌های کهکشانی ویریالی بزرگ‌ترین ساختارهای موجود در جهان هستند و به‌طور یکنواخت در سراسر جهان و در همه جهات پراکنده شده‌اند، اما در سال ۱۹۸۹، مارگارت گلر و جان هوکراه، بر پایه داده‌های نقشه‌برداری انتقال‌به‌سرخ، «دیوار بزرگ» را کشف کردند.
دیوار بزرگ صفحه‌ای از کهکشانها به طول ۵۰۰ میلیون سال نوری و عرض ۲۰۰ میلیون سال نوری و ضخامت ۱۵ میلیون سال نوری بود. وجود این ساختار مدت زیادی از نظرها دور مانده‌بود زیرا نیاز به تعیین مکان کهکشانها در سه بعد بود که لازمه آن ترکیب اطلاعات مربوط به مکان کهکشانها با اطلاعات مربوط به فاصله آن‌ها - که با بررسی انتقال به سرخ به‌دست می‌آید - بود. دو سال بعد دو اخترشناس به نام‌های راجر جی. کلوز و لوییس ای. کمپوسانو، گروه بزرگ اختروش کلوز-کمپوسانو را کشف کردند که عریض‌ترین قسمت آن ۲ میلیارد سال نوری بود و در زمان اعلام این کشف بزرگ‌ترین ساختار شناخته شده در جهان بود. در آوریل ۲۰۰۳، یک ساختار بزرگ-مقیاس دیگر به نام دیوار بزرگ اسلون کشف شد. در اوت ۲۰۰۷ یک اَبَرپوچی (ناحیه پوچ بزرگ) احتمالی در نزدیکی صورت فلکی جوی کشف شد. این منطقه با با لکه سرد سی‌ام‌بی همپوشانی داشت. لکه سرد سی‌اِم‌بی، ناحیه سردی در نقشه تابش ریزموج زمینه کیهانی است که در در مدل‌های کنونی کیهان‌شناسی پدیده بسیار نامحتملی است. این ابرپوچی مسبب پیدایش لکه سرد سی‌اِم‌بی است اما برای اینکه چنین اتفاقی افتاده باشد، این ناحیه باید به میزان نا محتملی بزرگ باشد، احتمالاً در حدود یک میلیارد سال نوری.
یکی‌دیگر از ساختارهای بزرگ، ساختار تازه کشف‌شده هیمیکو است که گردایه‌ای از کهکشانها و حبابهای عظیم گاز است که ۲۰۰ میلیون سال نوری پهنا دارد.
در مطالعات تازه‌تر مشخص شده‌است که جهان به شکل مجموعه‌ای از نواحی پوچی حباب‌مانند عظیم است که توسط صفحه‌ها و رشته‌های کهکشانی از هم جدا شده‌اند. این شبکه در نقشه انتقال‌به‌سرخ ۲دی‌اِف (2dF) قابل رویت است. در شکل یک بازسازی سه بعدی از قسمتهای درونی نقشه نمایش داده‌شده‌است که منظره جالبی از جهان در نزدیکی ما ارائه می‌کند. چند ابرخوشه‌کهکشانی مانند دیوار بزرگ اسلون در این نقشه خودنمایی می‌کنند.
در سال ۲۰۱۱ یک گروه بزرگ اختروش دیگر به نام یو۱٫۱۱ به پهنای ۲٫۵ میلیارد سال نوری کشف شد. در ۱۱ ژانویه ۲۰۱۳، نیز گروه بزرگ اختروش سترگ کشف شد که ۴ میلیارد سال نوری وسعت دارد و بزرگ‌ترین ساختار شناخته شده جهان تا آن زمان بود.
در نوامبر ۲۰۱۳، ساختار عظیم‌تری به نام دیوار بزرگ هرکول-کورونا بوریلیس (به فارسی: زانوزده-تاج‌شمالی) کشف شد که دوبرابر قبلی پهنا داشت.
این دیوار کهکشانی توسط نقشه‌برداری انفجار پرتوی گاما مشخص شد.